# Geudong (Delima)
Geudong is een bestuurslaag in het regentschap Pidie van de provincie Atjeh, Indonesië. Geudong telt 453 inwoners (volkstelling 2010).